# GB Sports Council
Le GB Sports Council est une organisation britannique servant d'intermédiaire entre le gouvernement et les associations sportives après 1972.

## Historique
En 1972, la Grande-Bretagne crée le GB Sports Council, censé servir d'intermédiaire entre le gouvernement et les associations sportives. Ce conseil est rapidement accusé d'élitisme dans la distribution des subventions, se concentrant trop sur le sport d'élite. L'année suivante, l'organisation est revue pour inclure d'autres divertissements que le sport, pour remettre l'accent sur le sport de haut niveau et sur le sport dans les quartiers sensibles (avec une volonté d'intégration par le sport), avant de s'effondrer avec l'élection de Margaret Thatcher à la fin de la décennie, puis de revenir sur le devant de la scène sous John Major qui fait du sport de haut niveau une question d'identité nationale. Cette approche est emblématique de la situation internationale, ainsi que des changements d'orientation gouvernementale qui affectent les politiques publiques.
En 1995, un nouveau système est suggéré. Après l'échec britannique aux Jeux olympiques d'été de 1996, ce nouveau modèle est mis en place. Le GB Sports Council devient Sport England et ne s'occupe plus que de l'Angleterre et du niveau compétitif local et régional, tandis que UK Sport (en) est créé au niveau national au niveau olympique et paralympique.